# Bear Island (Nunavut)
Bear Island – niezamieszkana wyspa w Morzu Labradorskim, w Archipelagu Arktycznym, w regionie Qikiqtaaluk, na terytorium Nunavut, w Kanadzie. W pobliżu Bear Island położone są wyspy: Morris Island (2,7 km) Hudson Island (9,8 km), Little Hall Island (10,7 km), Hall Island (10,8 km), Pseudo Bear Island (15,2 km), Loks Land (19,1 km) i Kittridge Island (19,6 km).